# سرفوف (يبعث)

تعديل مصدري - تعديل

سرفوف هي إحدى قرى عزلة يبعث بمديرية يبعث التابعة لمحافظة حضرموت، بلغ تعداد سكانها 191 نسمة حسب تعداد اليمن لعام 2004.